# Райнер Гіс
Райнер Гіс (нім. Reiner Gies, 12 березня 1963) — німецький професійний боксер, призер Олімпійських ігор.

## Аматорська кар'єра
На чемпіонаті Європи 1983 програв в другому бою Карло Руссолліло (Італія).
На Олімпійських іграх 1984 програв у чвертьфіналі.
- В 1/16 фіналу переміг Саміра Касім (Ірак)
- В 1/8 фіналу переміг Джона Калбхенна (Канада)
- У чвертьфіналі програв Пернеллу Вітакеру (США)

На чемпіонаті світу 1986 переміг двох суперників, а у чвертьфіналі програв Орзубеку Назарову (СРСР).
На чемпіонаті Європи 1987 програв в першому бою.
На Олімпійських іграх 1988 завоював бронзову медаль.
- В 1/32 фіналу пройшов Басиля Маелагі (Соломонові Острови)
- В 1/16 фіналу переміг Лоранта Сабо (Угорщина) — 5-0
- В 1/8 фіналу переміг Адріана Додсона (Гаяна) — 3-2
- У чвертьфіналі переміг Содномдар'ягійн Алтансухийн (Монголія) — 4-1
- У півфіналі програв В'ячеславу Яновському (СРСР) — KO 1

## Професіональна кар'єра
Гіс став професіоналом у 1991 році та мав обмежений успіх, боксуючи проти суперників невисокого рівня.